# Shortstop

Position des Shortstop

Shortstop, abgekürzt SS, ist die Position im Baseball zwischen der zweiten und dritten Base. Der Shortstop wird oftmals als die dynamischste Defensivposition des Baseballs erachtet, da es deutlich mehr rechtshändige als linkshändige Batter (Schlagmänner) gibt und viele Hitter dazu neigen, die Schläge auf die linke Feldseite zu ziehen (pulling the ball). Dies bedeutet, dass mehr Bälle zum Shortstop als zu jeder anderer Position gelangen. Im Nummerierungssystem, das dazu benutzt wird, Defensivspielzüge zu notieren, hat der Shortstop die Nummer 6.
Der Shortstop muss in einer Double-Play-Situation die zweite Base decken, wenn der Ball zum Second Baseman, First Baseman, Pitcher oder Catcher geschlagen wird. Er deckt oft die zweite Base, wenn ein Runner versucht, eine Base zu stehlen.
Der Shortstop hat generell den Vortritt bei Infield Pop-Ups, was bedeutet, dass sie oftmals andere Spieler wegrufen, wohingegen sie bei etwas längeren Pop-Ups im Outfield meist den Outfieldern den Vortritt lassen müssen.
Traditionell werden die Spieler für die Position des Shortstops aufgrund ihrer Wurfkraft, Genauigkeit sowie ihrer Geschwindigkeit ausgewählt, jedoch tauchen in den letzten Jahren immer mehr Spieler auf, die auch beim Schlagen sehr gut sind.

## Hall of Famers
Folgende Shortstops wurden in die Baseball Hall of Fame aufgenommen.

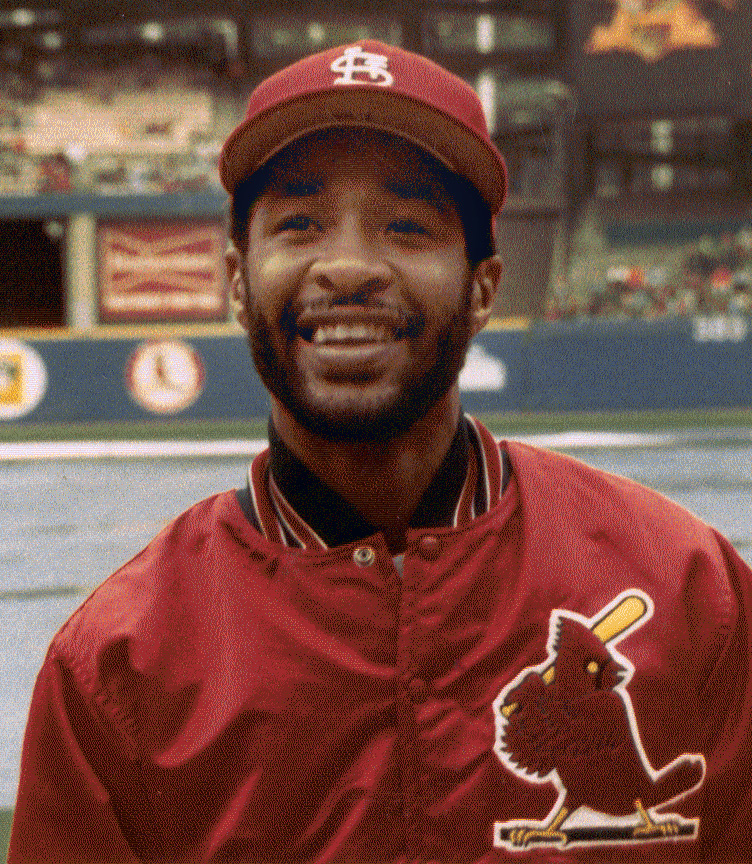
Ozzie Smith

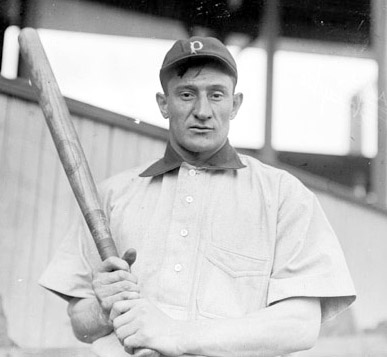
Honus Wagner

- Luis Aparicio
- Luke Appling
- Dave Bancroft
- Ernie Banks
- Lou Boudreau
- Joe Cronin
- George Davis
- Travis Jackson
- Hughie Jennings
- Derek Jeter
- Barry Larkin
- John Henry Lloyd
- Rabbit Maranville
- Pee Wee Reese
- Cal Ripken, Jr.
- Phil Rizzuto
- Joe Sewell
- Ozzie Smith
- Joe Tinker
- Alan Trammell
- Arky Vaughan
- Honus Wagner
- Bobby Wallace
- John Montgomery Ward
- Willie Wells